# Olympicグループ

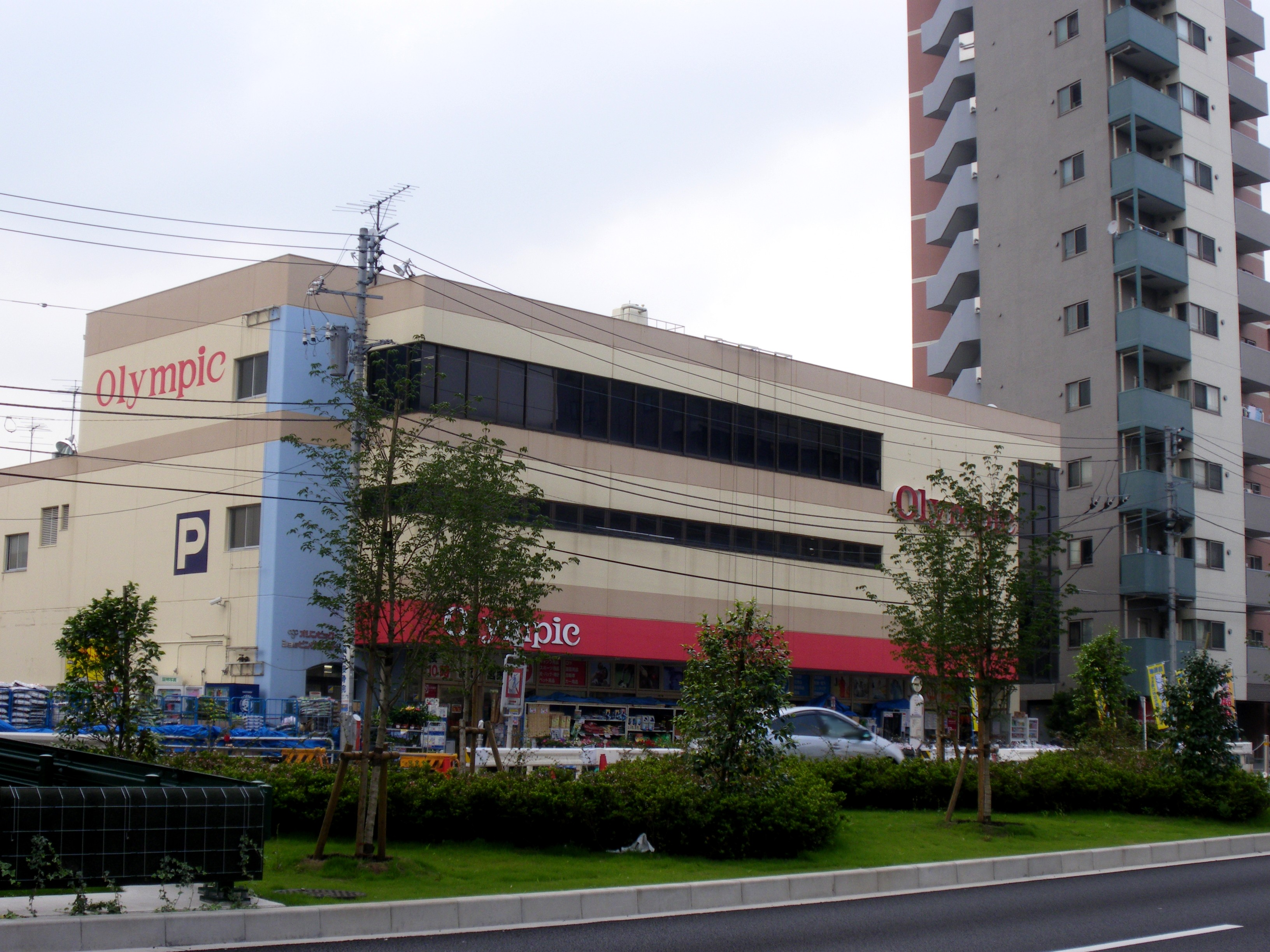
オリンピック中落合店
（ディスカウントストア業態）

株式会社Olympicグループ（オリンピックグループ、英: Olympic Group Corporation）は、東京都国分寺市に本社を置き、東京都・神奈川県・埼玉県・千葉県などでスーパーマーケット・ホームセンター「Olympic」などをチェーン展開するオリンピックグループの持株会社。CGCグループに加盟している。コーポレートステートメントは「その安さには、価値がある。」。
2013年6月1日より商号を株式会社Olympic（登記上：株式会社オリンピック）から現在のものに変更している。
本項では、当グループ会社が展開する店舗についても記載する。

## 概要
1962年に創立。同年に、第1号店となる店舗を立川にオープン。1990年より、オリンピックの一番の特徴であるハイパーマーケット業態の出店を開始する。このハイパーマーケットに加えてスーパーマーケット、ハイパーストア、ホームセンターの4つの業態に分かれていたが、2013年の再編により業態名がそれぞれ総合ディスカウント、ディスカウントストア、スーパーマーケット、専門店（ホームセンター等）となった。この他、「Olympicおりーぶ」は業態としては総合ディスカウントに含まれるが、専門店も入った店舗形態である。
2001年、株式を東京証券取引所市場第一部に上場した。
2006年、持株会社制に移行し、店舗ブランドをそれぞれ分社化した。
2013年、グループ内の再編により、持株会社の商号を株式会社Olympicグループに変更した。同時期に業態名なども変更された。

### 社名の由来
「精鋭が集う場所」という意味を込めて名付けられた。創業は1964年東京オリンピック開催の2年前である。なお、社名について、本来であれば国際オリンピック委員会（IOC）が制定するアンブッシュマーケティング規制に抵触するが、IOCによる商業主義路線が本格化する前に命名した歴史的経緯もあるため、日本オリンピック委員会（JOC）との協議を経て、現状維持となっている。社章は創業当時の「Olympic Shopping Center」の頭文字を取ったもの。

## 展開する業態

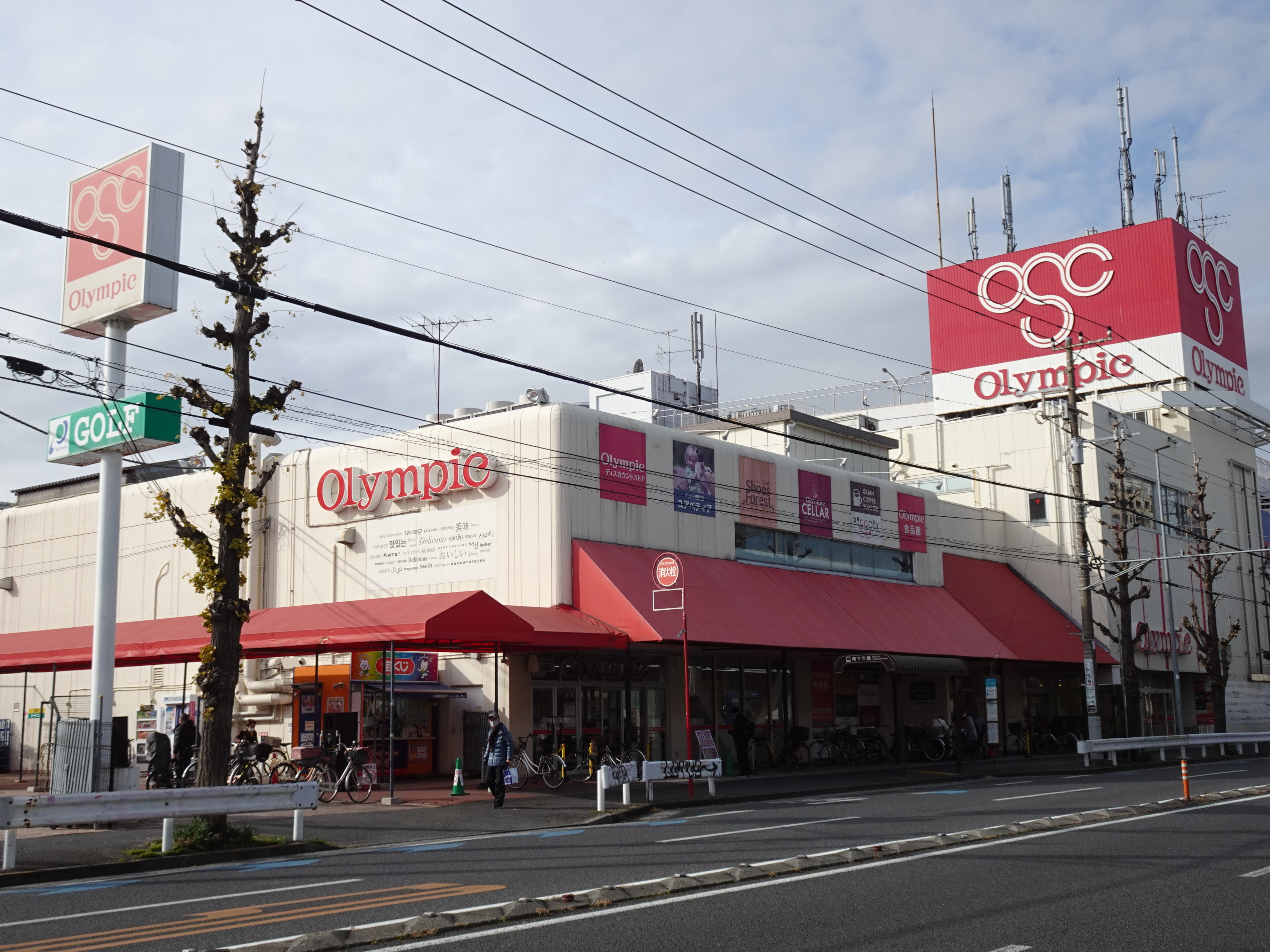
オリンピック川崎鹿島田店
（複合店/ハイパーマーケット業態）

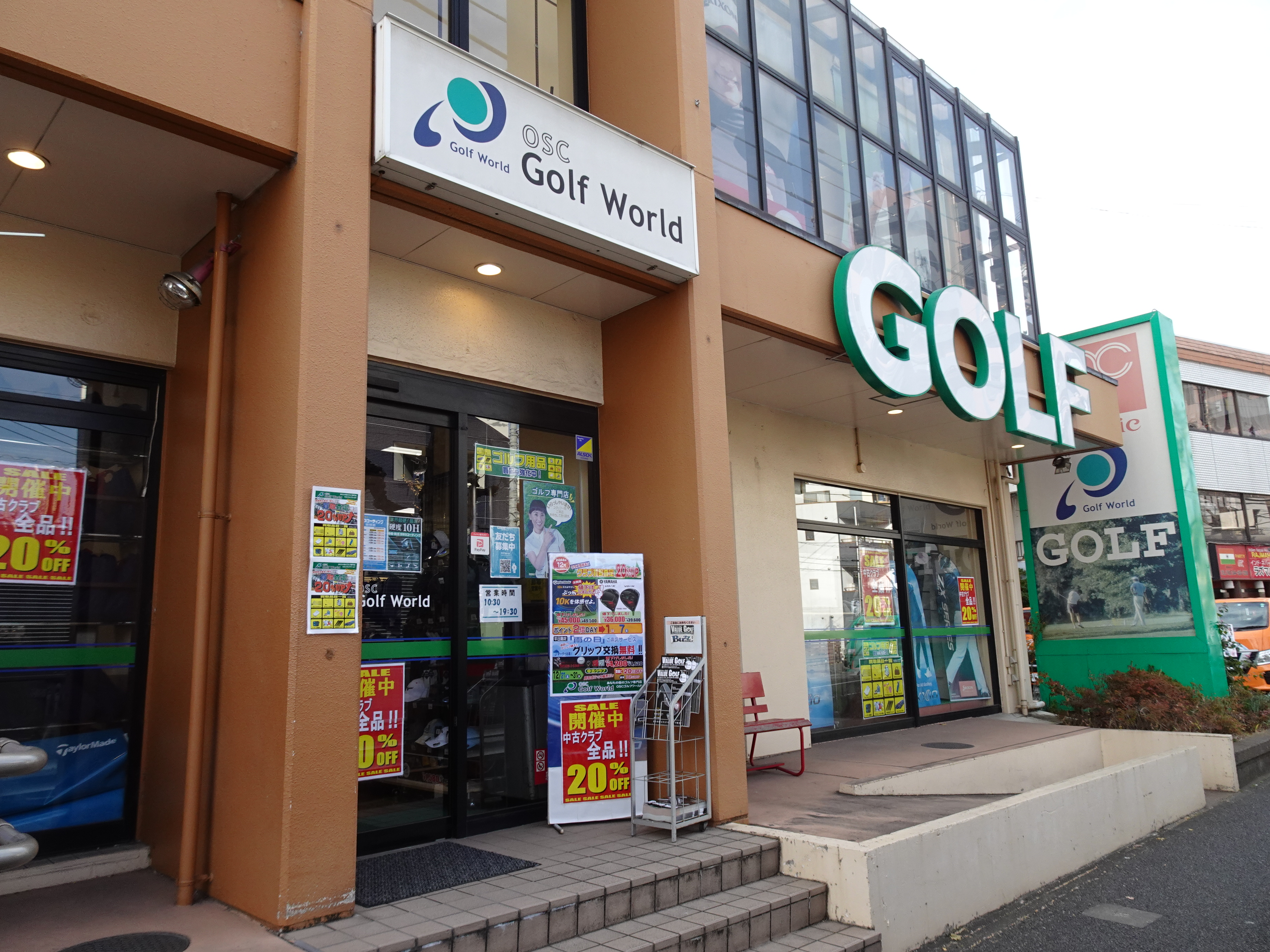
OSCゴルフワールド 川崎鹿島田店

総合ディスカウント（旧ハイパーマーケット）
総合スーパー（GMS）事業。食品、日用雑貨、スポーツ・レジャー用品など幅広く取り揃えているのが特徴。また、コーヒーショップ「グレインコーヒーロースター」、フードカウンター「ピッコリー」を備えた店舗も存在する。
スーパーマーケット
食品スーパーマーケット。
ディスカウントストア（旧ハイパーストア）
食品以外の生活関連用品を幅広く取り扱う店。ただし、一部の店舗では、インスタント食品や菓子、飲料といった日持ちする食品（日配品）を取り扱っている。
専門店
- ホームセンター「おうちDEPO（デポ）」（旧ホームピック）

DIY、ガーデニング、ペット用品、カー用品などを扱う。長崎屋ホームセンターから経営を引き継ぎ運営されている。
- 自転車専門ショップ「サイクルOlympic」
- ペット専門店「Your Petia（ユア ペティア）」
  - 動物病院「動物総合医療センター」

- 靴専門店「ShoesForest（シューズフォレスト）」

Olympicおりーぶ
総合ディスカウントにOlympicが運営する専門店の店舗が入居した新形態。ペットショップの「Your Petia」、ゴルフ用品専門店の「OSCゴルフワールド」、ホームセンターの「おうちDEPO」が同居しているのが基本形態である。2023年11月現在、志村坂下店、新座店、東戸塚店、ユーカリが丘店の4店舗が存在する。

## 沿革
- 1962年（昭和37年）- 東京都国分寺市にて創業、立川市に1号店出店[6] 。
- 1973年（昭和48年）2月 - 株式会社オリンピックショッピングセンターを設立[6]。
- 1974年（昭和49年）- シジシージャパンの設立に参画し、同年加盟。
- 1976年（昭和51年）- 東京都昭島市に物流センターを開設。
- 1988年（昭和63年）
  - 5月 - 商号を株式会社オリンピックに変更[6]。
  - 10月 - 株式を店頭公開[6]。
- 1990年（平成2年）- ハイパーマーケット業態に進出。
- 1996年（平成8年）12月 - 東京証券取引所市場第2部に株式上場[6]。
- 1997年（平成9年）8月 - 子会社・株式会社ホームピックを設立して、ホームセンター事業に進出。
- 1999年（平成11年）4月 - 初のショッピングセンター・オリンピックシティ湘南（現在のOSC湘南シティ）オープン。
- 2000年（平成12年）11月 - 株式会社ホームピック（中野区）が株式会社タントムから4店舗の営業を譲受、株式会社長崎屋から株式会社長崎屋ホームセンターを譲り受けて子会社化。長崎屋ホームセンターは株式会社ホームピック（足立区）に商号変更。
- 2001年（平成13年）
  - 2月 - 東京証券取引所市場第1部に指定替え[6]。
  - 6月 - 株式会社ホームピック（中野区）が、子会社の株式会社ホームピック（足立区）に吸収合併され解散。
- 2002年（平成14年）1月 - 株式会社ホームピック（足立区）が株式会社アバンセに吸収合併され解散し、株式会社アバンセが株式会社ホームピックに商号変更。
- 2005年（平成17年）- 完全子会社の株式会社OSCフットウェアーと株式会社OSCゴルフワールドを設立。
- 2006年（平成18年）
  - 2月28日 - 完全子会社である株式会社ホームピックを吸収合併。
  - 5月1日 - 会社分割により、子会社・株式会社OSC家電満載館を設立し、家電満載館事業部門を承継させる。
  - 6月1日 - 会社分割により、子会社・（新）株式会社ホームピックを設立し、ホームセンター事業を承継させる。
  - 9月1日 - 持株会社制に移行。会社分割を実施して、フード営業部門とハイパー営業部門を、それぞれ新設の子会社・株式会社フードマーケット・オリンピックと株式会社ハイパーマーケット・オリンピックに承継させる。
  - 9月15日 - ベスト電器と業務・資本提携を行い、家電満載館のうち1都2県の4店舗についての合弁会社・株式会社Olympic & Bestを設立。
- 2008年（平成20年）1月13日 - ベスト電器との提携を解消。展開していた4店舗は閉店。株式会社Olympic & Bestは解散し、清算手続に移行。
- 2009年（平成21年）6月 - 代表取締役社長の金澤良樹が持ち株を売却し、筆頭株主が株式会社カネヨシとなる（持ち株比率26.12％）。
- 2011年（平成23年）3月1日 - 株式会社ホームピックが株式会社ハイパーマーケット・オリンピックを吸収合併し、株式会社ハイパーマーケット・オリンピックに商号変更。
- 2012年（平成24年）
  - 2月 - 株式会社ハイパーマーケット・オリンピックが株式会社OSC家電満載館を吸収合併。
  - 4月20日 - 株式会社カズンの全株式を取得し、子会社化する。
  - 7月13日 - 保有するカズンの株式を、同社社長の田中秀文[7]に譲渡する。
- 2013年（平成25年）
  - 3月1日 - 株式会社フードマーケット・オリンピックが株式会社ハイパーマーケット・オリンピックを合併し、株式会社Olympicに商号変更。一時的に持株会社と同一名称となる。
  - 6月1日 - 持株会社の商号を株式会社オリンピックから株式会社Olympicグループに変更[1]。
- 2014年（平成26年）12月22日 - 専門店事業の分社化を行う[8]。ホームセンター事業の株式会社おうちDPO、自転車事業の株式会社サイクルオリンピック、ペット事業の株式会社ユアペティア、靴事業の株式会社シューズフォレストを設立し、2015年3月1日より運営開始。
- 2015年（平成27年）1月21日 - 株式会社フォルムを設立。
- 2017年（平成29年）3月1日 - 経営の合理化を目的として、株式会社データプランを吸収合併。
- 2018年（平成30年）- 子会社の株式会社オー・エス・シー・フーズが東京都昭島市に惣菜新工場を開設。
- 2019年（平成31年）3月1日 - 株式会社グゥーの株式を追加取得し完全子会社とする。同日、株式会社Olympicのファストフード事業部を株式会社グゥーに併合。
- 2020年（令和2年）12月1日 - 東京都江戸川区を中心に食品スーパーのフジマートを運営する株式会社優翔の全株式を取得[9]。
- 2022年（令和4年）9月1日 - 埼玉県所沢市で食品スーパーの新鮮市場エフワンを運営する株式会社エフワンより事業譲渡を受け、株式会社OSCエフワンを設立[10]。同年10月1日より営業開始。
- 2023年（令和5年）11月1日 - スーパーあまいけを運営する株式会社あまいけの全株式を取得し子会社化[11]。あまいけは社名を株式会社OSCあまいけへ変更。
- 2024年（令和6年）3月15日 - 三浦屋を運営する株式会社三浦屋の全株式を丸の内キャピタルより取得し子会社化[12]。

### 複合ショッピングセンター
- OSC湘南シティ（神奈川県平塚市）
- OSCデオシティ新座（埼玉県新座市）

### ATM設置店舗
- イーネット:一部店舗
- 東京スター銀行:7店舗
- その他、地方銀行又は信用金庫ATM

（設置されていない店舗もある）

## 事件
- 2007年4月27日午後4時15分[13] - オリンピック早稲田店にて近くに住む区立小学5年生の男子児童が1階の花火売り場で花火の袋に火を付けて遊んでいるうちに燃え広がり、1階の店内約1050平方メートルのうち約720平方メートルが焼失した。警視庁少年事件課では男子児童が火を付けたと判断した[14]。

## かつて存在した店舗
- 熊谷店（1990年代に東松山店に合併する形で閉店。マンションの1〜3階に入居していた。約30年経った今もほとんどのフロアは今も空き部屋である。また隣接して平面駐車場が設けられていたが、現在は住宅地になっている）
- 京成小岩店（2001年1月に閉店し、3月からSHOP99京成小岩店（現ローソンストア100に。当店舗がオリンピックとして営業していたのは1年足らずだった。）
- 成田店（一度閉店し生活創庫になったあと、ホームピックとして再び開店。しかし2005年6月末再び閉店）
- 柏沼南店（2005年春閉鎖。跡地はヤマダ電機テックランド柏沼南店に改装）
- 草加松原団地店（2006年3月閉店し、カインズホーム草加松原団地店として居抜き開業）
- 大和店（神奈川県大和市。開業当初から苦戦していた。2007年春に閉店。跡地は7月にフィットネス&天然温泉施設がオープン）
- 細田店（東京都葛飾区。地元スーパーマーケットのナコス跡地に開店したこともあり、当初はスーパーマーケットタイプだったが、2005年1月にハイパーマーケット、ホームセンタータイプにリニューアル。この後7月に閉店し10月からペティア細田店として営業）
- ホームピック松戸稔台店（松戸市。2006年6月30日閉店。跡地はガーデン松戸）
- 荻窪店（東京都杉並区、旧東急ストア荻窪店→キンカ堂。2007年1月28日閉店、跡地は解体後「ルーフ荻窪」）
- 貝取店（多摩市。ホームピックに業態変更後、閉店。現在はコモディイイダ）
- 国分寺店（現本社）（2005年2月9日閉店。その後1階フロアに系列の自転車専門店サイクルオリンピックフリーパワーショップ国分寺店が開店したがそれも2022年2月13日をもって閉店している。現在は本社屋の他、2階部分にフィットネス施設、歯科医院及び不動産会社、介護施設、1階部分に個人経営のコーヒーショップや寿司店が入居しているのみでオリンピック関連の店舗は完全に撤退した。）
- 東松山店（東松山市。当初オリンピック東松山店だったが、後年ホームピックに業態変更、その後閉店した。のち建物を再利用して2008年5月に大型古書店の万代書店が開店したがそれも1年後に閉店し、現在はMEGAドン・キホーテ東松山店）
- ハイパーストア若葉店（鶴ヶ島市。2008年10月26日をもって閉店。跡地は解体後ドラッグストアセキ）
- ハイパーストア扇橋店（江東区。2009年2月15日をもって閉店）
- 千葉店（千葉市中央区星久喜町、千葉東店として建て替え）
- ハイパーマーケット幕張店（千葉市花見川区。現在はヤマダ電機）
- ハイパーマーケット千葉長沼店（千葉市稲毛区。現在はトライアル）
- 小松川店（江戸川区中央。2010年1月31日をもって閉店、跡地は解体後コーナン江戸川中央店）
- ハイパーマーケット小岩店（江戸川区。2012年5月27日をもって閉店、跡地は「南小岩七丁目西地区第一種市街地再開発事業」地の一部として再開発が行われ、下層階がサミットなどが入居する商業施設、上層階がマンションのビルとなった。）
- 仙川店（三鷹市。2013年3月1日に靴専門のシューズフォレストとして開業。2021年7月1日にディスカウントストアに業態転換するも、2022年12月11日をもって完全閉店。店舗跡はPC DEPOTスマートライフ調布仙川店（調布市菊野台にあった調布店からの移転）が居抜きで2023年8月4日にオープンした。）

## 利用できる決済手段

### クレジットカード
- OSCカード（オリエントコーポレーションと提携）
- オリコカード
- ライフカード

上記以外のカード会社が発行するVisa、Mastercard、JCBなど国際ブランドのクレジットカードは利用できなかったが、2010年7月現在、一部店舗にて使用できるようになっている。ただし、同一店舗でも、非食品フロアのみ使用可といった運用をしている店舗も存在するため、店頭の表示に注意する必要がある。
なおCGCグループの提携カード「CGCグループカード」についてはジャックスおよびトヨタファイナンスとの提携カードのため、オリンピック店舗においては一般のクレジットカードが使用できる売り場でのみ使用可能である。

### バーコード決済
- PayPay

2019年11月11日から導入。スマートフォンのカメラでQRコードを読み取る方式であるため、2021年7月12日からはLINE Payも利用可能となった。

### その他
CGCグループ共通商品券が使用できる。CGCグループの電子マネーであるCoGCaは使用できない。

## スポンサード
- KONDO Racing - 2000年から2003年までフォーミュラ・ニッポンでメインスポンサーを務める。現在はサブスポンサーとして支援している。
- TBSラジオ - 2013年10月頃から午前10時のラジオ時報CMスポンサーを務めている。
- TOKIO HOT 100（J-WAVE） - 2014年10月から2015年9月まで冠スポンサーを務めた。